# Simlai
Simlai (en hebreo: רבי שמלאי) fue un rabino talmúdico que vivió en Palestina en el siglo III (segunda generación de amoraim). Fue un famoso agadista, y se le atribuye la cuenta de que los preceptos de la santa Torá son 613 mandamientos.

## Vida
Nació en Lod o Babilonia. Más tarde se mudó a Galilea, donde sirvió como ayudante del rabino Jannai. Estudió en Tzippori con el rabino Yochanan y Hanina bar Hama. Luego estudió con el rabino Judá II, el nieto de Judá I. Intentó en vano inducir a Judá II a derogar la prohibición de usar pan preparado por paganos. Al final de su vida se mudó a Babilonia. 
Fue uno de los primeros polemistas contra el Cristianismo, habiendo entablado un debate sobre la Trinidad con Orígenes.